# 庶長武
庶长武（?—?），春秋时期秦国的庶长。
庶长武當時的國君是秦景公。前562年，秦国由庶长鲍、庶長武率军伐晋國，以救郑国。庶长鲍先入晋地，晉國下军佐士鲂轻敌出击庶长鲍，不設防備。庶长武從辅氏渡黃河，与庶长鲍一起攻伐晋軍。秦、晋在栎大戰，晋师大败。